# Дискография XXXTentacion
Дискография XXXTentacion состоит из четырёх студийных альбомов (двух посмертных), одного сборника (посмертного), двух микстейпов, четырёх совместных микстейпов (одного посмертного), семи мини-альбомов и 28 синглов (в том числе девяти в качестве приглашённого исполнителя). По состоянию на июнь 2018 года, он продал более 25 миллионов копий альбомов в США. XXXTentacion был награждён за продажи более чем 20 миллионов записей Американской ассоциацией звукозаписывающих компаний (RIAA).
XXXTentacion выпустил свой дебютный трек «News / Flock» в июне 2013 года на SoundCloud. Его первый микстейп XXX (UNMASTERED) был выпущен 6 марта 2014 года, но многие треки были позже удалены, а некоторые до сих пор не обнаружены. Ice Hotel — первый проект, который находится в открытом доступе. Он выпустил различные микстейпы и мини-альбомы в течение 2015 и 2016 годов. В декабре 2015 года XXXTentacion выпустил свой прорывной сингл «Look at Me!», который получил миллионы прослушиваний на SoundCloud, прежде чем был переиздан лейблом Empire Distribution в феврале 2017 года. Сингл достиг высшей позиции под номером 34 в чарте Billboard Hot 100. Позднее он был сертифицирован RIAA как  платиновый. В мае того же года он выпустил свой первый коммерческий микстейп Revenge, который достиг 28-й позиции в Billboard 200.
Его первый студийный альбом 17 был выпущен в августе 2017 года и дебютировал под номером два в Billboard 200. В поддержку альбома вышло три сингла: «Revenge» и дважды платиновые синглы «Jocelyn Flores» и «Fuck Love». В декабре 2017 года он выпустил свой седьмой мини-альбом A Ghetto Christmas Carol. Его второй студийный альбом ? был выпущен в марте 2018 года и дебютировал под номером один в Billboard 200. В поддержку альбома было выпущено три сингла: «Sad!», сертифицированный RIAA как  7 × платиновый и, как ожидается, в ближайшее время будет сертифицирован как  бриллиантовый ( 10 × платиновый), «Changes» и «Moonlight», оба сертифицированы RIAA как дважды  2 × платиновый. Members Only, Vol. 4 вышел 23 января 2019 года, на 21-й день рождения Джасея.

## Альбомы

### Студийные альбомы
| Название          | Детали | Высшая позиция в чартах | Высшая позиция в чартах | Высшая позиция в чартах | Высшая позиция в чартах | Высшая позиция в чартах | Высшая позиция в чартах | Высшая позиция в чартах | Высшая позиция в чартах | Высшая позиция в чартах | Высшая позиция в чартах | Продажи                      | Сертификации |
| Название          | Детали | US                      | US R&B /HH              | AUS                     | CAN                     | DEN                     | ITA                     | NOR                     | NZ                      | SWE                     | UK                      | Продажи                      | Сертификации |
| ----------------- | --- | ----------------------- | ----------------------- | ----------------------- | ----------------------- | ----------------------- | ----------------------- | ----------------------- | ----------------------- | ----------------------- | ----------------------- | ---------------------------- | --- |
| 17                | - Релиз: 25 августа 2017 - Лейбл: Bad Vibes Forever, Empire - Формат: CD, LP, стриминг, цифровая загрузка                  | 2                       | 2                       | 29                      | 2                       | 2                       | 3                       | 1                       | 2                       | 2                       | 11                      | - США: 18,000                | - RIAA: 2 × платиновый - BPI: платиновый - IFPI DEN: платиновый - FIMI: золотой - MC: платиновый - RMNZ: платиновый                                                                         |
| ?                 | - Релиз: 16 марта 2018 - Лейбл: Bad Vibes Forever, Empire, Caroline, Capitol - Формат: CD, LP, стриминг, цифровая загрузка | 1                       | 1                       | 2                       | 1                       | 1                       | 2                       | 1                       | 1                       | 1                       | 3                       | - США: 20,000(первая неделя) | - RIAA: 4 × платиновый - ARIA: золотой - BPI: платиновый - FIMI: платиновый - GLF: платиновый - IFPI DEN: 3 × платиновый - IFPI NOR: 2 × платиновый - MC: платиновый - RMNZ: 2 × платиновый |
| Skins             | - Релиз: 7 декабря 2018 - Лейбл: Bad Vibes Forever, Empire - Формат: CD, LP, стриминг, цифровая загрузка                   | 1                       | 1                       | 8                       | 4                       | 5                       | 42                      | 1                       | 9                       | 1                       | 29                      | - США: 52,000                | - RIAA: золотой - BPI: серебряный |
| Bad Vibes Forever | - Релиз: 6 декабря 2019 - Лейбл: Bad Vibes Forever, Empire - Формат: CD, LP, стриминг, цифровая загрузка                   | 5                       | 3                       | —                       | 11                      | 15                      | 70                      | 15                      | 25                      | —                       | 53                      | - США: 18,000(первая неделя) | |

### Сборники
| Название              | Детали                                                                                               | Высшая позиция в чартах | Высшая позиция в чартах | Высшая позиция в чартах | Высшая позиция в чартах | Высшая позиция в чартах | Высшая позиция в чартах | Высшая позиция в чартах | Сертификации      |
| Название              | Детали                                                                                               | US                      | US R&B /HH              | AUS                     | CAN                     | NOR                     | NZ                      | UK                      | Сертификации      |
| --------------------- | --- | ----------------------- | ----------------------- | ----------------------- | ----------------------- | ----------------------- | ----------------------- | ----------------------- | ----------------- |
| Look at Me: The Album | - Релиз: 10 июня 2022 - Лейбл: Bad Vibes Forever, Columbia - Формат: CD, стриминг, цифровая загрузка | 17                      | 11                      | 15                      | 11                      | 19                      | 7                       | 23                      | - BPI: серебряный |

### Микстейпы
| Название         | Детали                                                                | Высшая позиция в чартах | Высшая позиция в чартах | Высшая позиция в чартах | Высшая позиция в чартах | Высшая позиция в чартах | Сертификации                   |
| Название         | Детали                                                                | US                      | US R&B /HH              | CAN                     | DEN                     | SWE                     | Сертификации                   |
| ---------------- | --------------------------------------------------------------------- | ----------------------- | ----------------------- | ----------------------- | ----------------------- | ----------------------- | ------------------------------ |
| XXX (Unmastered) | - Релиз: 5 марта 2014 - Лейбл: Вне лейбла - Формат: Цифровая загрузка | —                       | —                       | —                       | —                       | —                       | —                              |
| Revenge          | - Релиз: 16 мая 2017 - Лейбл: Empire - Формат: LP, цифровая загрузка  | 28                      | 15                      | 36                      | 31                      | 42                      | - RIAA: золотой - BPI: золотой |

### Совместные микстейпы
| Название                                                  | Детали                                                                   | Высшая позиция в чартах | Высшая позиция в чартах | Высшая позиция в чартах | Высшая позиция в чартах | Высшая позиция в чартах | Высшая позиция в чартах | Высшая позиция в чартах | Высшая позиция в чартах | Высшая позиция в чартах | Высшая позиция в чартах |
| Название                                                  | Детали                                                                   | US                      | US R&B /HH              | CAN                     | DEN                     | NLD                     | FIN                     | FRA                     | NOR                     | NZ                      | SWI                     |
| --------------------------------------------------------- | ------------------------------------------------------------------------ | ----------------------- | ----------------------- | ----------------------- | ----------------------- | ----------------------- | ----------------------- | ----------------------- | ----------------------- | ----------------------- | ----------------------- |
| THE NOBODYS (совместно с Ski Mask the Slump God и YXXXNZ) | - Релиз: 2015 - Лейбл: Вне лейбла - Формат: Цифровая загрузка            | —                       | —                       | —                       | —                       | —                       | —                       | —                       | —                       | —                       | —                       |
| Members Only, Vol. 1 (совместно с Ski Mask the Slump God) | - Релиз: 21 апреля 2015 - Лейбл: Вне лейбла - Формат: Цифровая загрузка  | —                       | —                       | —                       | —                       | —                       | —                       | —                       | —                       | —                       | —                       |
| Members Only, Vol. 2 (в составе Members Only)             | - Релиз: 23 октября 2015 - Лейбл: Вне лейбла - Формат: Цифровая загрузка | —                       | —                       | —                       | —                       | —                       | —                       | —                       | —                       | —                       | —                       |
| Members Only, Vol. 3 (в составе Members Only)             | - Релиз: 26 июня 2017 - Лейбл: Empire - Формат: LP, цифровая загрузка    | —                       | —                       | —                       | —                       | 127                     | —                       | —                       | —                       | —                       | —                       |
| Members Only, Vol. 4 (в составе Members Only)             | - Релиз: 23 января 2019 - Лейбл: Empire - Формат: LP, цифровая загрузка  | 18                      | 11                      | 15                      | 25                      | 39                      | 48                      | 100                     | 32                      | 29                      | 71                      |

## Мини-альбомы
| Название                         | Детали                                                                                  | Высшая позиция в чартах | Высшая позиция в чартах |
| Название                         | Детали                                                                                  | US Ind.                 | NZ Heat.                |
| -------------------------------- | --------------------------------------------------------------------------------------- | ----------------------- | ----------------------- |
| Ice Hotel                        | - Релиз: 11 мая 2014 - Лейбл: Вне лейбла - Формат: Цифровая загрузка                    | —                       | —                       |
| The Fall                         | - Релиз: 21 ноября 2014 - Лейбл: Вне лейбла - Формат: Цифровая загрузка                 | —                       | —                       |
| ♡ ʳ ᵃ ʳ ᵉ ♡                      | - Релиз: 1 декабря 2014 - Лейбл: Вне лейбла - Формат: Цифровая загрузка                 | —                       | —                       |
| Heartbreak Hotel                 | - Релиз: 3 февраля 2015 - Лейбл: Вне лейбла - Формат: Цифровая загрузка                 | —                       | —                       |
| ItWasntEnough                    | - Релиз: 18 марта 2016 - Лейбл: Вне лейбла - Формат: Цифровая загрузка                  | —                       | —                       |
| Willy Wonka Was a Child Murderer | - Релиз: 28 апреля 2016 - Лейбл: Вне лейбла - Формат: Цифровая загрузка                 | —                       | —                       |
| A Ghetto Christmas Carol         | - Релиз: 11 декабря 2017 - Лейбл: Bad Vibes Forever, Empire - Формат: Цифровая загрузка | 35                      | 2                       |

## Синглы

### В качестве ведущего исполнителя
| Название                                                                                 | Год  | Высшая позиция в чартах | Высшая позиция в чартах | Высшая позиция в чартах | Высшая позиция в чартах | Высшая позиция в чартах | Высшая позиция в чартах | Высшая позиция в чартах | Высшая позиция в чартах | Высшая позиция в чартах | Высшая позиция в чартах | Сертификации | Альбом                             |
| Название                                                                                 | Год  | US                      | US R&B /HH              | US Rap                  | AUS                     | CAN                     | ITA                     | NZ                      | SWE                     | SWI                     | UK                      | Сертификации | Альбом                             |
| ---------------------------------------------------------------------------------------- | ---- | ----------------------- | ----------------------- | ----------------------- | ----------------------- | ----------------------- | ----------------------- | ----------------------- | ----------------------- | ----------------------- | ----------------------- | --- | ---------------------------------- |
| «Look at Me!»                                                                            | 2016 | 34                      | 18                      | 12                      | —                       | 33                      | 98                      | —                       | 79                      | 50                      | 95                      | - RIAA: 5 × платиновый - BPI: золотой - FIMI: платиновый - IFPI DEN: золотой | Revenge                            |
| «What in XXXTarnation» (при участии Ski Mask the Slump God)                              | 2017 | —                       | —                       | —                       | —                       | —                       | —                       | —                       | —                       | —                       | —                       | | Members Only, Vol. 3               |
| «Gospel» (совместно с Rich Brian и Keith Ape)                                            | 2017 | —                       | —                       | —                       | —                       | —                       | —                       | —                       | —                       | —                       | —                       | - RIAA: золотой | Внеальбомный сингл                 |
| «Revenge»                                                                                | 2017 | 77                      | 37                      | —                       | —                       | 80                      | 69                      | —                       | —                       | —                       | —                       | - RIAA: золотой - BPI: платиновый | 17                                 |
| «Fuck Love» (при участии Trippie Redd)                                                   | 2017 | 28                      | 18                      | —                       | —                       | 31                      | 63                      | 19                      | 35                      | 48                      | 89                      | - RIAA: 9 × платиновый - BPI: 2 × платиновый - FIMI: платиновый - IFPI DEN: платиновый - RMNZ: платиновый                                                                                     | 17                                 |
| «Jocelyn Flores»                                                                         | 2017 | 19                      | 13                      | 10                      | 8                       | 14                      | 30                      | 4                       | 7                       | 21                      | 39                      | - RIAA: 8 × платиновый - BPI: платиновый - FIMI: платиновый - IFPI DEN: платиновый - RMNZ: платиновый                                                                                         | 17                                 |
| «Sad!»                                                                                   | 2018 | 1                       | 1                       | 1                       | 4                       | 2                       | 17                      | 3                       | 3                       | 4                       | 5                       | - RIAA: бриллиантовый ( 10 × платиновый) - ARIA: 5 × платиновый - BPI: 2 × платиновый - FIMI: платиновый - GLF: 2 × платиновый - IFPI DEN: платиновый - MC: 3 × платиновый - RMNZ: платиновый | ?                                  |
| «Changes»                                                                                | 2018 | 18                      | 12                      | —                       | 15                      | 15                      | 33                      | 11                      | 6                       | 9                       | 22                      | - RIAA: 3 × платиновый - ARIA: 3 × платиновый - BPI: золотой - FIMI: платиновый - GLF: платиновый - MC: платиновый - RMNZ: золотой                                                            | ?                                  |
| «Moonlight»                                                                              | 2018 | 13                      | 9                       | 8                       | —                       | 10                      | 32                      | 8                       | 13                      | 11                      | 17                      | - RIAA: 7 × платиновый - BPI: платиновый - FIMI: платиновый - GLF: платиновый - MC: платиновый - RMNZ: платиновый                                                                             | ?                                  |
| «Falling Down» (совместно с Lil Peep)                                                    | 2018 | 13                      | —                       | —                       | 7                       | 5                       | 29                      | 1                       | 1                       | 9                       | 10                      | - RIAA: 3 × платиновый - ARIA: платиновый - BPI: платиновый - FIMI: золотой - RMNZ: золотой                                                                                                   | Come Over When You’re Sober, Pt. 2 |
| «Arms Around You» (совместно с Lil Pump при участии Малума и Swae Lee)                   | 2018 | 28                      | 16                      | —                       | 14                      | 13                      | 13                      | 15                      | 8                       | 5                       | 14                      | - RIAA: платиновый - ARIA: платиновый - FIMI: золотой - IFPI DEN: золотой - RMNZ: золотой | Внеальбомный сингл                 |
| «Bad!»                                                                                   | 2018 | 16                      | 7                       | 7                       | 31                      | 10                      | 74                      | 25                      | 21                      | 29                      | 23                      | - RIAA: платиновый - BPI: серебряный | Skins                              |
| «Run It Back!» (совместно с Craig Xen)                                                   | 2019 | —                       | —                       | —                       | —                       | —                       | —                       | —                       | —                       | —                       | —                       | | Broken Kids Club                   |
| «Royalty» (при участии Кай-Мани Марли, Stefflon Don и Vybz Kartel)                       | 2019 | —                       | —                       | —                       | —                       | —                       | —                       | —                       | —                       | —                       | —                       | | Bad Vibes Forever                  |
| «Hearteater»                                                                             | 2019 | —                       | —                       | —                       | —                       | —                       | —                       | —                       | —                       | —                       | —                       | | Bad Vibes Forever                  |
| «Bad Vibes Forever» (при участии PnB Rock и Trippie Redd)                                | 2019 | 85                      | 39                      | —                       | —                       | 85                      | —                       | —                       | —                       | —                       | —                       | | Bad Vibes Forever                  |
| «Riot»                                                                                   | 2020 | —                       | —                       | —                       | —                       | —                       | —                       | —                       | —                       | —                       | —                       | | Внеальбомный сингл                 |
| «Vice City»                                                                              | 2022 | —                       | —                       | —                       | —                       | —                       | —                       | —                       | —                       | —                       | —                       | | Look at Me: The Album              |
| «True Love» (совместно с Канье Уэстом)                                                   | 2022 | 22                      | 5                       | 4                       | 21                      | 21                      | —                       | 19                      | 64                      | 39                      | 31                      | | Donda 2 и Look at Me: The Album    |
| «WitDemDicks»                                                                            | 2022 | —                       | —                       | —                       | —                       | —                       | —                       | —                       | —                       | —                       | —                       | | Внеальбомные синглы                |
| «I’m Not Human» (совместно с Lil Uzi Vert)                                               | 2023 | —                       | —                       | —                       | —                       | —                       | —                       | —                       | —                       | —                       | —                       | | Внеальбомные синглы                |
| «Very Rare Forever Freestyle»                                                            | 2023 | —                       | —                       | —                       | —                       | —                       | —                       | —                       | —                       | —                       | —                       | | Внеальбомные синглы                |
| «—» обозначает запись, которая не попала в чарт или не была выпущена на этой территории. |      |                         |                         |                         |                         |                         |                         |                         |                         |                         |                         | |                                    |

### В качестве приглашенного исполнителя
| Название                                                             | Год  | Высшая позиция в чартах | Высшая позиция в чартах | Высшая позиция в чартах | Высшая позиция в чартах | Высшая позиция в чартах | Сертификации                             | Альбом                              |
| Название                                                             | Год  | US                      | US R&B /HH              | US Rap                  | CAN                     | NZ Heat.                | Сертификации                             | Альбом                              |
| -------------------------------------------------------------------- | ---- | ----------------------- | ----------------------- | ----------------------- | ----------------------- | ----------------------- | ---------------------------------------- | ----------------------------------- |
| «Bodies» (Cracka Paul при участии XXXTentacion и Lxrd Hippy)         | 2016 | —                       | —                       | —                       | —                       | —                       |                                          | Внеальбомный сингл                  |
| «Take a Step Back» (Ski Mask the Slump God при участии XXXTentacion) | 2016 | —                       | —                       | —                       | —                       | —                       | - RIAA: платиновый                       | Drown in Designer and YouWillRegret |
| «Str8 Shot» (Miami Tip при участии XXXTentacion)                     | 2017 | —                       | —                       | —                       | —                       | —                       |                                          | Внеальбомный сингл                  |
| «Roll in Peace» (Kodak Black при участии XXXTentacion)               | 2017 | 31                      | 16                      | 14                      | 64                      | —                       | - RIAA: 3 × платиновый - BPI: серебряный | Project Baby 2                      |
| «Again» (Ноа Сайрус при участии XXXTentacion)                        | 2017 | —                       | —                       | —                       | 91                      | 6                       | - RIAA: платиновый - MC: золотой         | Внеальбомный сингл                  |
| «My Girl (Remix)» (Sizzla при участии XXXTentacion)                  | 2017 | —                       | —                       | —                       | —                       | —                       |                                          | Внеальбомный сингл                  |
| «May I Flex» (Black Bag LA и Momoh при участии XXXTentacion)         | 2017 | —                       | —                       | —                       | —                       | —                       |                                          | Внеальбомный сингл                  |
| «Don’t Cry» (Лил Уэйн при участии XXXTentacion)                      | 2019 | 5                       | 4                       | 4                       | 19                      | —                       | - RIAA: платиновый                       | Tha Carter V                        |
| «Voices» (Skye при участии XXXTentacion)                             | 2019 | —                       | —                       | —                       | —                       | —                       |                                          | Внеальбомный сингл                  |

## Другие песни в чартах и сертификации
| Название                                                                                 | Год  | Высшая позиция в чартах | Высшая позиция в чартах | Высшая позиция в чартах | Высшая позиция в чартах | Высшая позиция в чартах | Высшая позиция в чартах | Высшая позиция в чартах | Высшая позиция в чартах | Высшая позиция в чартах | Высшая позиция в чартах | Сертификации                                                                    | Альбом                                      |
| Название                                                                                 | Год  | US                      | US R&B/HH               | US Rap                  | CAN                     | IRE                     | ITA                     | NZ                      | SWE                     | SWI                     | UK                      | Сертификации                                                                    | Альбом                                      |
| ---------------------------------------------------------------------------------------- | ---- | ----------------------- | ----------------------- | ----------------------- | ----------------------- | ----------------------- | ----------------------- | ----------------------- | ----------------------- | ----------------------- | ----------------------- | ------------------------------------------------------------------------------- | ------------------------------------------- |
| «I Don’t Wanna Do This Anymore»                                                          | 2017 | —                       | —                       | —                       | —                       | —                       | —                       | —                       | —                       | —                       | —                       | - RIAA: 2 × платиновый - BPI: серебряный                                        |                                             |
| «Everybody Dies in Their Nightmares»                                                     | 2017 | 42                      | 22                      | 19                      | 34                      | 37                      | 56                      | —                       | 33                      | 54                      | 88                      | - RIAA: 3 × платиновый - BPI: платиновый - FIMI: платиновый - IFPI DEN: золотой | 17                                          |
| «Depression & Obsession»                                                                 | 2017 | 91                      | 46                      | —                       | 93                      | —                       | 87                      | —                       | —                       | —                       | —                       | - BPI: серебряный                                                               | 17                                          |
| «Save Me»                                                                                | 2017 | 94                      | 48                      | —                       | —                       | —                       | 95                      | —                       | —                       | —                       | —                       |                                                                                 | 17                                          |
| «Carry On»                                                                               | 2017 | 95                      | 49                      | —                       | 100                     | —                       | —                       | —                       | —                       | —                       | —                       | - RIAA: платиновый - BPI: серебряный                                            | 17                                          |
| «Orlando»                                                                                | 2017 | —                       | —                       | —                       | —                       | —                       | —                       | —                       | —                       | —                       | —                       |                                                                                 | 17                                          |
| «Dead Inside (Interlude)»                                                                | 2017 | —                       | —                       | —                       | —                       | —                       | —                       | —                       | —                       | —                       | —                       |                                                                                 | 17                                          |
| «A Ghetto Christmas Carol»                                                               | 2018 | —                       | —                       | —                       | —                       | —                       | —                       | —                       | —                       | —                       | —                       | - RIAA: золотой                                                                 | A Ghetto Christmas Carol                    |
| «Alone, Part 3»                                                                          | 2018 | —                       | 50                      | —                       | 80                      | —                       | —                       | —                       | —                       | —                       | —                       | - RIAA: золотой                                                                 | ?                                           |
| «The Remedy for a Broken Heart (Why Am I So in Love)»                                    | 2018 | 55                      | 26                      | 22                      | 46                      | 50                      | 67                      | —                       | 41                      | 36                      | 53                      | - RIAA: 2 × платиновый - MC: золотой                                            | ?                                           |
| «Numb»                                                                                   | 2018 | 80                      | —                       | —                       | 58                      | 72                      | —                       | —                       | 89                      | —                       | —                       | - RIAA: платиновый - BPI: серебряный                                            | ?                                           |
| «Infinity (888)» (при участии Joey Badass)                                               | 2018 | 83                      | 36                      | —                       | 54                      | 69                      | —                       | —                       | —                       | —                       | —                       | - RIAA: платиновый - BPI: серебряный                                            | ?                                           |
| «Going Down!»                                                                            | 2018 | 95                      | 41                      | —                       | 81                      | 94                      | —                       | —                       | —                       | —                       | —                       | - RIAA: золотой                                                                 | ?                                           |
| «$$$» (совместно с Matt OX)                                                              | 2018 | —                       | 45                      | —                       | 92                      | —                       | —                       | —                       | —                       | —                       | —                       | - RIAA: платиновый                                                              | ?                                           |
| «Smash!» (при участии PnB Rock)                                                          | 2018 | —                       | —                       | —                       | —                       | —                       | —                       | —                       | —                       | —                       | —                       | - RIAA: золотой                                                                 | ?                                           |
| «I Don’t Even Speak Spanish LOL» (при участии Rio Santana, Judah и Carlos Andrez)        | 2018 | —                       | —                       | —                       | 84                      | 89                      | —                       | —                       | —                       | —                       | —                       | - RIAA: золотой                                                                 | ?                                           |
| «Hope»                                                                                   | 2018 | 70                      | 35                      | —                       | 68                      | 91                      | —                       | —                       | 84                      | 99                      | —                       | - RIAA: 3 × платиновый - BPI: золотой                                           | ?                                           |
| «Before I Close My Eyes»                                                                 | 2018 | —                       | —                       | —                       | —                       | —                       | —                       | —                       | —                       | —                       | —                       | - RIAA: платиновый                                                              | ?                                           |
| «Floor 555»                                                                              | 2018 | —                       | —                       | —                       | —                       | —                       | —                       | —                       | —                       | —                       | —                       | - RIAA: золотой                                                                 | ?                                           |
| «Guardian Angel»                                                                         | 2018 | 48                      | 17                      | 14                      | 43                      | 26                      | 91                      | —                       | 73                      | —                       | 44                      |                                                                                 | Skins                                       |
| «Train Food»                                                                             | 2018 | 64                      | 27                      | 24                      | 72                      | —                       | —                       | —                       | —                       | —                       | —                       |                                                                                 | Skins                                       |
| «Whoa (Mind in Awe)»                                                                     | 2018 | 37                      | 15                      | —                       | 32                      | 18                      | 77                      | 27                      | 44                      | 44                      | 37                      | - RIAA: платиновый                                                              | Skins                                       |
| «Staring at the Sky»                                                                     | 2018 | 68                      | —                       | —                       | 85                      | —                       | —                       | —                       | —                       | —                       | —                       |                                                                                 | Skins                                       |
| «One Minute» (при участии Канье Уэст и Трэвис Баркер)                                    | 2018 | 62                      | —                       | 23                      | 69                      | —                       | —                       | —                       | —                       | —                       | —                       |                                                                                 | Skins                                       |
| «Difference» (Interlude)                                                                 | 2018 | 84                      | 36                      | —                       | 96                      | —                       | —                       | —                       | —                       | —                       | —                       |                                                                                 | Skins                                       |
| «I Don’t Let Go»                                                                         | 2018 | 51                      | 19                      | 16                      | 57                      | —                       | —                       | —                       | —                       | —                       | —                       | - RIAA: золотой                                                                 | Skins                                       |
| «What Are You So Afraid Of»                                                              | 2018 | 65                      | —                       | —                       | 71                      | —                       | —                       | —                       | —                       | —                       | —                       |                                                                                 | Skins                                       |
| «Sauce!»                                                                                 | 2019 | 89                      | 41                      | —                       | 71                      | —                       | —                       | —                       | —                       | —                       | —                       | - RIAA: золотой                                                                 | XXXTentacion Presents: Members Only, Vol. 4 |
| «Make Eem Run!» (совместно с Bass Santana и Ski Mask the Slump God)                      | 2019 | —                       | —                       | —                       | —                       | —                       | —                       | —                       | —                       | —                       | —                       |                                                                                 | XXXTentacion Presents: Members Only, Vol. 4 |
| «Touch Eem Body» (совместно с Bass Santana, Kin$oul и Reddz)                             | 2019 | —                       | —                       | —                       | —                       | —                       | —                       | —                       | —                       | —                       | —                       |                                                                                 | XXXTentacion Presents: Members Only, Vol. 4 |
| «Gassed Up!» (совместно с Flyboy Tarantino, Kid Trunks, Bass Santana и Kin$oul)          | 2019 | —                       | —                       | —                       | —                       | —                       | —                       | —                       | —                       | —                       | —                       |                                                                                 | XXXTentacion Presents: Members Only, Vol. 4 |
| «Middle Child» (совместно с PnB Rock)                                                    | 2019 | 91                      | 37                      | —                       | —                       | —                       | —                       | —                       | —                       | —                       | —                       |                                                                                 | TrapStar Turnt PopStar                      |
| «#ProudCatOwnerRemix» (при участии Rico Nasty)                                           | 2019 | —                       | —                       | —                       | —                       | —                       | —                       | —                       | —                       | —                       | —                       |                                                                                 | ? (Deluxe)                                  |
| «Ex Bitch»                                                                               | 2019 | —                       | —                       | —                       | —                       | —                       | —                       | —                       | —                       | —                       | —                       |                                                                                 | Bad Vibes Forever                           |
| «Ugly»                                                                                   | 2019 | —                       | —                       | —                       | —                       | —                       | —                       | —                       | —                       | —                       | —                       |                                                                                 | Bad Vibes Forever                           |
| «School Shooters» (при участии Лил Уэйна)                                                | 2019 | —                       | —                       | —                       | —                       | —                       | —                       | —                       | —                       | —                       | —                       |                                                                                 | Bad Vibes Forever                           |
| «Triumph»                                                                                | 2019 | —                       | —                       | —                       | —                       | —                       | —                       | —                       | —                       | —                       | —                       |                                                                                 | Bad Vibes Forever                           |
| «Danny Phantom» (Trippie Redd при уч. XXXTentacion)                                      | 2021 | 92                      | 34                      | 25                      | —                       | —                       | —                       | —                       | —                       | —                       | —                       |                                                                                 | Trip at Knight                              |
| «King of the Dead»                                                                       | 2022 | —                       | —                       | —                       | —                       | —                       | —                       | —f                      | —                       | —                       | —                       |                                                                                 | Look at Me: The Album                       |
| «#ImSippinTeaInYoHood»                                                                   | 2022 | —                       | —                       | —                       | —                       | —                       | —                       | —f                      | —                       | —                       | —                       |                                                                                 | Look at Me: The Album                       |
| «—» обозначает запись, которая не попала в чарт или не была выпущена на этой территории. |      |                         |                         |                         |                         |                         |                         |                         |                         |                         |                         |                                                                                 |                                             |

## Гостевое участие
| Название                           | Год  | Другие исполнители                                       | Альбом                            |
| ---------------------------------- | ---- | -------------------------------------------------------- | --------------------------------- |
| «Crush»                            | 2015 | Fuckboy Tay                                              | Внеальбомный сингл                |
| «IWatchedHimDrown (Intro)»         | 2015 | Ski Mask the Slump God                                   | Внеальбомный сингл                |
| «FukEmWeBall»                      | 2015 | Santz                                                    | Внеальбомный сингл                |
| «Hit the Dirt»                     | 2016 | Yoshi Thompkins                                          | Внеальбомный сингл                |
| «SpaceGhostPussy (R.I.P. Yams)»    | 2016 | Ronny J, Lofty 305, Дензер Карри, Ski Mask the Slump God | Внеальбомный сингл                |
| «Purrposely»                       | 2016 | Дензер Карри                                             | Внеальбомный сингл                |
| «Emoji»                            | 2016 | Ronny J                                                  | Внеальбомный сингл                |
| «Live Off a Lick»                  | 2016 | Smokepurpp                                               | Внеальбомный сингл                |
| «R.I.P. Roach»                     | 2016 | Ski Mask the Slump God                                   | Drown in Designer / Revenge       |
| «Innadat»                          | 2016 | Robb Banks                                               | C2: Death of My Teenage           |
| «Fatality»                         | 2016 | Ski Mask the Slump God                                   | Внеальбомный сингл                |
| «Show Time»                        | 2017 | Juicy J                                                  | Highly Intoxicated                |
| «Crucify Thy Infant, Son of Whore» | 2017 | Craig Xen                                                | Voltage                           |
| «H2O»                              | 2018 | Ski Mask the Slump God                                   | YouWillRegret                     |
| «Banded Up»                        | 2018 | Ronny J                                                  | OMGRonny                          |
| «Don’t Cry»                        | 2018 | Лил Уэйн                                                 | Tha Carter V                      |
| «Scared of the Dark»               | 2018 | Лил Уэйн, Ty Dolla Sign                                  | Spider-Man: Into the Spider-Verse |
| «Middle Child»                     | 2019 | PnB Rock                                                 | TrapStar Turnt PopStar            |
| «XXXTentacion Interlude»           | 2019 | Yung Bans                                                | Misunderstood                     |
| «Ready Set Go»                     | 2019 | Yung Bans, 03 Greedo                                     | Misunderstood                     |
| «Get Outta My Head»                | 2020 | Лил Уэйн                                                 | Funeral                           |
| «True love»                        | 2022 | Канье Уэст                                               | Donda 2                           |
| «Selfish»                          | 2022 | Канье Уэст                                               | Donda 2                           |

## Видеоклипы

### В качестве ведущего исполнители
| Название                                                             | Год  | Режиссёр          |
| -------------------------------------------------------------------- | ---- | ----------------- |
| Look At Me / Riot                                                    | 2017 | JMP, XXXTentacion |
| SAD!                                                                 | 2018 | JMP, XXXTentacion |
| MOONLIGHT                                                            | 2018 | JMP, XXXTentacion |
| Arms Around You (совместно с Lil Pump при участии Swae Lee и Малума) | 2018 | James Lerese      |
| BAD!                                                                 | 2018 | Tristan Zammit    |
| SAUCE!                                                               | 2019 | Tristan Zammit    |
| Falling Down (совместно с Lil Peep; Трэвис Баркер Remix)             | 2019 | getmezzy          |
| RUN IT BACK! (совместно с Craig Xen)                                 | 2019 | JMP               |
| Middle Child (совместно с PnB Rock)                                  | 2019 | Derek Pike        |
| Royalty (при участии Кай-Мани Марли, Стеффлон Дон и Vybz Kartel)     | 2019 | Damian Fyffe      |
| HEARTEATER                                                           | 2019 | JMP               |
| bad vibes forever (при участии PnB Rock и Trippie Redd)              | 2019 | Eif Rivera        |
| Hot Gyal (при участии Tory Lanez и Mavado)                           | 2019 | Damian Fyffe      |
| School Shooters (при участии Лил Уэйна)                              | 2020 | Eif Rivera        |

### В приглашенного исполнителя
| Название                                             | Год  | Режиссёр                             |
| ---------------------------------------------------- | ---- | ------------------------------------ |
| Again (Ноа Сайрус при участии XXXTentacion)          | 2017 | Ноа Сайрус, Mike Weiss, Patrick Rohl |
| Roll In Peace (Kodak Black при участии XXXTentacion) | 2018 | AWGE                                 |
| Don’t Cry (Лил Уэйн при участии XXXTentacion)        | 2019 | Jay & Georgio Rodriguez              |
| VOICES (Skye при участии XXXTentacion)               | 2019 | Неизвестно                           |

### Комментарии
1. ↑  «Gospel» не вошел в чарт Billboard Hot R&B/Hip-Hop Songs, но достиг высшей позиции под номером семь в чарте Bubbling Under R&B/Hip-Hop Singles.[64]
2. ↑  «Gospel» не вошел в чарт NZ Top 40 Singles, но достиг высшей позиции под номером четыре в чарте NZ Heatseeker Singles.[65]
3. ↑  «Revenge» не вошел в чарт NZ Top 40 Singles, но достиг высшей позиции под номером четыре в чарте NZ Heatseeker Singles.[66]
4. ↑  «Run It Back!» не вошел в чарт NZ Top 40 Singles, но достиг высшей позиции под номером 30 в чарте NZ Hot Singles.[87]
5. ↑  «Royalty» не вошёл в чарт Billboard Hot R&B/Hip-Hop Songs, но достиг высшей позиции под номером десять в чарте Bubbling Under R&B/Hip-Hop Singles.[64]
6. ↑  «Royalty» не вошёл в чарт NZ Top 40 Singles, но достиг высшей позиции под номером восемь в чарте NZ Hot Singles.[89]
7. ↑  «Hearteater» не вошёл в чарт NZ Top 40 Singles, но достиг высшей позиции под номером 36 в чарте NZ Hot Singles.[91]
8. ↑  «Bad Vibes Forever» не вошёл в чарт NZ Top 40 Singles Chart, но достиг высшей позиции под номером 10 в чарте NZ Hot Singles.[93]
9. ↑  «Again» не вошел в чарт Billboard Hot 100, но достиг высшей позиции под номером 7 в чарте Bubbling Under Hot 100 Singles.[100]
10. ↑  «Don’t Cryy» не вышла в чарт NZ Top 40 Singles, но достигла высшей позиции под номером два в чарте NZ Hot Singles[104].
11. ↑  «Voices» достиг высшей позиции под номером 36 в чарте NZ Hot Singles Chart.[107]
12. ↑  «Everybody Dies in Their Nightmares» не вошел в чарт NZ Top 40 Singles, но достиг высшей позиции под номером один в чарте NZ Heatseeker Singles.[109]
13. ↑  «Orlando» не вошел в чарт Billboard Hot 100, но достиг высшей позиции под номером 10 в чарте Bubbling Under Hot 100 Singles.[100]
14. ↑  «Orlando» не вошел в чарт Billboard Hot R&B/Hip-Hop Songs, но достиг высшей позиции под номером пять в чарте Bubbling Under R&B/Hip-Hop Singles.[64]
15. ↑  "Dead Inside (Interlude)» не вошел в чарт Billboard Hot 100, но достиг высшей позиции под номером 12 в чарте Bubbling Under Hot 100 Singles.[100]
16. ↑  «Dead Inside (Interlude)» не вошел в чарт Billboard Hot R&B/Hip-Hop Songs, но достиг высшей позиции под номером семь в чарте Bubbling Under R&B/Hip-Hop Singles.[64]
17. ↑  «A Ghetto Christmas Carol» не вошел в чарт Billboard Hot 100, но достиг высшей позиции под номером 13 в чарте Bubbling Under Hot 100 Singles.[100]
18. ↑  «A Ghetto Christmas Carol» не вошел в чарт Billboard Hot R&B/Hip-Hop Songs, но достиг высшей позиции под номером четыре в чарте Bubbling Under R&B/Hip-Hop Singles.[64]
19. ↑  «A Ghetto Christmas Carol» не вошел в чарт NZ Top 40 Singles, но достиг высшей позиции под номером 10 в чарте NZ Heatseeker Singles.[111]
20. ↑  «Alone, Part 3» не вошел в чарт Billboard Hot 100, но достиг высшей позиции под номером шесть в чарте Bubbling Under Hot 100 Singles.[100]
21. ↑  «The Remedy for a Broken Heart (Why Am I So in Love)» не вошел в чарт NZ Top 40 Singles, но достиг высшей позиции под номером один в чарте NZ Heatseeker Singles.[112]
22. ↑  «Infinity (888)» не вошел в чарт NZ Top 40 Singles, но достиг высшей позиции под номером три в чарте NZ Heatseeker Singles.[112]
23. ↑  «Infinity (888)» не вошел в чарт Swedish Singellista, но достиг высшей позиции под номером шесть в чарте Swedish Heatseeker.[113]
24. ↑  «$$$» не вошел в чарт Billboard Hot 100, но достиг высшей позиции под номером два в чарте Bubbling Under Hot 100 Singles.[100]
25. ↑  «Smash!» не вошел в чарт Billboard Hot 100, но достиг высшей позиции под номером 24 в чарте Bubbling Under Hot 100 Singles.[100]
26. ↑  «Smash!» не вошел в чарт Billboard Hot R&B/Hip-Hop Songs, но достиг высшей позиции под номером девять в чарте Bubbling Under R&B/Hip-Hop Singles.[64]
27. ↑  «I Don't Even Speak Spanish LOL» не вошел в чарт Billboard Hot 100, но достиг высшей позиции под номером 13 в чарте Bubbling Under Hot 100 Singles.[100]
28. ↑  «I Don't Even Speak Spanish LOL» не вошел в чарт Billboard Hot R&B/Hip-Hop Songs, но достиг высшей позиции под номером три в чарте Bubbling Under R&B/Hip-Hop Singles.[64]
29. ↑  «Guardian Angel» не вошел в чарт NZ Top 40 Singles, но достиг высшей позиции под номером три в чарте NZ Hot Singles.[116]
30. ↑  «Train Food» не вошел в чарт Swedish Singellista, но достиг высшей позиции под номером 19 в чарте Swedish Heatseeker.[118]
31. ↑  «One Minute» не вошел в чарт Swedish Singellista, но достиг высшей позиции под номером 18 в чарте Swedish Heatseeker.[118]
32. ↑  «I Don't Let Go» не вошел в чарт NZ Top 40 Singles, но достиг высшей позиции под номером четыре в чарте NZ Hot Singles.[116]
33. ↑  «I Don't Let Go» не вошел в чарт Swedish Singellista, но достиг высшей позиции под номером два в чарте Swedish Heatseeker.[118]
34. ↑  «What Are You So Afraid Of» не вошел в чарт NZ Top 40 Singles, но достиг высшей позиции под номером пять в чарте NZ Hot Singles.[116]
35. ↑  «What Are You So Afraid Of» не вошел в чарт Swedish Singellista, но достиг высшей позиции под номером 14 в чарте Swedish Heatseeker.[118]
36. ↑  «Sauce!» не вошел в чарт NZ Top 40 Singles, но достиг высшей позиции под номером 12 в чарте NZ Hot Singles.[120]
37. ↑  «Make Eem Run!» не вошел в чарт NZ Top 40 Singles, но достиг высшей позиции под номером 16 в чарте NZ Hot Singles.[120]
38. ↑  «Touch Eem Body» не вошел в чарт NZ Top 40 Singles, но достиг высшей позиции под номером 37 в чарте NZ Hot Singles.[120]
39. ↑  «Gassed Up!» не вошел в чарт NZ Top 40 Singles, но достиг высшей позиции под номером 40 в чарте NZ Hot Singles.[120]
40. ↑  «#ProudCatOwnerRemix» не вошёл в чарт NZ Top 40 Singles, но достиг высшей позиции под номером 25 в чарте NZ Hot Singles.[121]
41. ↑  "Ex Bitch" did not enter the Billboard Hot 100, but peaked at number one on the Bubbling Under Hot 100 Singles chart.[100]
42. ↑  «Ex Bitch» не вошёл в чарт NZ Top 40 Singles, но достиг высшей позиции под номером восемь в чарте NZ Hot Singles.[122]
43. ↑  «Ugly» не вошёл в чарт NZ Top 40 Singles, но достиг высшей позиции под номером 28 в чарте NZ Hot Singles.[122]
44. ↑  «School Shooters» не вошёл в чарт NZ Top 40 Singles, но достиг высшей позиции под номером 26 в чарте NZ Hot Singles.[122]
45. ↑  «Triumph» не вошёл в чарт NZ Top 40 Singles, но достиг высшей позиции под номером 21 в чарте NZ Hot Singles.[122]